# Habitat

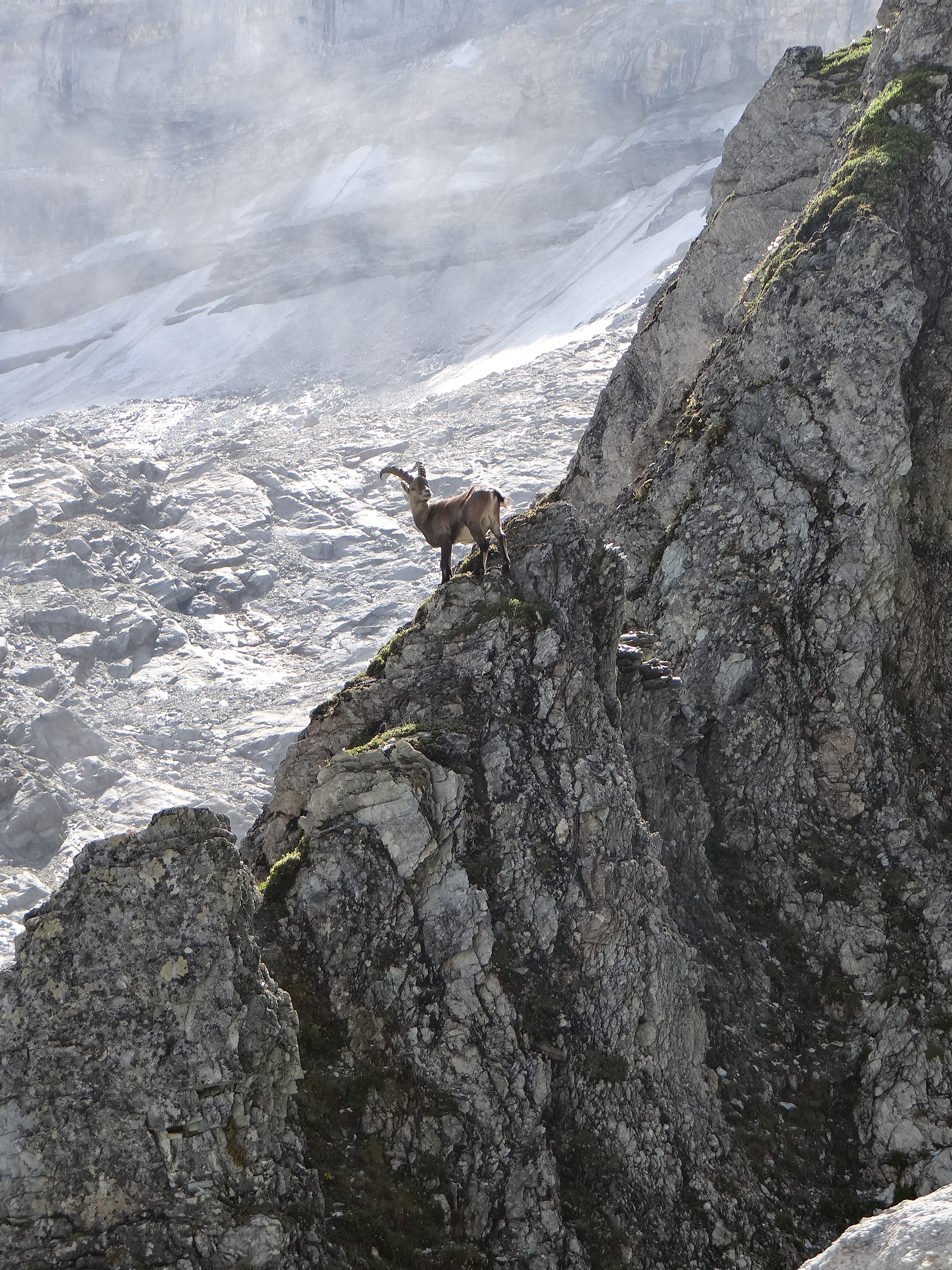
Stambecco in un habitat alpino

L'habitat (termine che nella lingua latina significa "egli abita") è il luogo le cui caratteristiche fisiche e ambientali possono permettere ad una determinata specie di vivere, svilupparsi, riprodursi, garantendo qualità della vita, la quale può diminuire o aumentare in base ai cambiamenti climatici o demografici. È essenzialmente l'ambiente che può circondare una popolazione di una specie e delle loro simili.
È importante precisare che nonostante i termini "habitat" e "nicchia ecologica" siano spesso usati impropriamente come sinonimi, in senso rigoroso "habitat" indica il luogo fisico, mentre la "nicchia ecologica" indica il ruolo della specie all'interno dell'ecosistema e, come questa, è un attributo specie-specifico.
In questo contesto si utilizza il termine "popolazione di una specie", invece di "organismo", perché quando si descrive l'"habitat dell'orso nero", non si intende generalmente un orso particolare o specifico ma il raggruppamento degli orsi di una data popolazione che occupano una certa zona geografica. Inoltre, questo habitat potrebbe essere in qualche modo differente dall'habitat di un altro gruppo o popolazione di orsi che vivono altrove. Quindi, il termine habitat non è usato di solito né per la specie né per l'individuo. Microhabitat (o microambiente) indica i dintorni immediati ed altri fattori fisici di una pianta o di un animale specifici all'interno del relativo habitat.
Tuttavia, il termine "habitat" può essere usato più largamente in ecologia. Originariamente è stato definito come "le condizioni fisiche che circondano una specie, o popolazione di specie, o raduno della specie, o comunità" (Clements e Shelford, 1939). Quindi, ad avere un habitat non è solo una popolazione di specie, bensì un insieme di più specie che convivono nello stesso luogo. Gli ecologi chiamano biotopo l'habitat condiviso da varie specie.
La distruzione dell'habitat è un fattore rilevante, che può far diminuire la popolazione di una specie e può metterla in pericolo o portarla all'estinzione, ma che allo stesso tempo potrebbe favorire altre specie, già presenti o nuove.
Un bioma è l'insieme della flora e fauna che vive in un habitat ed occupa una certa geografia.

## Habitat-type
Habitat non equivale all'habitat-type (Daubenmire 1968), da intendere come vegetation-type, una semplificazione del concetto che coincide con la vegetazione dominante (struttura e composizione floristica). Pur essendo un approccio grossolano, è valido per applicazioni su vasta scala e sottolinea il ruolo degli stadi seriali in una successione ecologica. Diverse specie, o diverse fasi del ciclo vitale della stessa specie, mostrano affinità con determinati stadi seriali e ciò implica che con il procedere della successione, gli “habitat” per le specie variano nel tempo causando cambiamenti delle popolazioni.

## Definizione ed etimologia
La parola "habitat" è in uso dal 1755 circa e deriva dal latino habitāre, abitare, da habēre, avere o detenere. L'habitat può essere definito come l'ambiente naturale di un organismo, il tipo di luogo in cui è naturale che viva e cresca. Ha un significato simile a un biotopo; un'area di condizioni ambientali uniformi associata a una particolare comunità di piante e animali.

## Fattori ambientali
I principali fattori ambientali che influenzano la distribuzione degli organismi viventi sono la temperatura, l'umidità, il clima, il suolo, l'intensità della luce e la presenza o assenza di tutti i requisiti di cui l'organismo ha bisogno per sostenerlo. In generale, le comunità animali dipendono da tipi specifici di comunità vegetali.
Alcune piante e animali hanno requisiti di habitat che sono soddisfatti in un'ampia gamma di luoghi. La piccola farfalla bianca Pieris rapae, ad esempio, si trova in tutti i continenti del mondo ad eccezione dell'Antartide. Le sue larve si nutrono di una vasta gamma di Brassica e di varie altre specie vegetali e prospera in qualsiasi luogo aperto con diverse associazioni vegetali. La grande farfalla blu Phengaris arion è molto più specifica nelle sue esigenze; si trova solo nelle aree di alcune praterie, le sue larve si nutrono di specie di timo e per le complesse esigenze del ciclo vitale abita solo le aree in cui vivono le formiche Myrmica.
Il "disturbo" (l'insieme di fenomeni comuni che si verificano in natura e influiscono in modo significativo sulla dinamica della vegetazione e delle popolazioni vegetali) è importante nella creazione di tipi di habitat con biodiversità. In assenza di disturbo si sviluppa una copertura vegetale climax che impedisce l'insediamento di altre specie. I prati di fiori selvatici sono talvolta creati dagli ambientalisti, ma la maggior parte delle piante da fiore utilizzate sono annuali o biennali e scompaiono dopo pochi anni in assenza di appezzamenti di terreno nudo su cui possono crescere le loro piante. I fulmini e gli alberi abbattuti nelle foreste tropicali consentono di mantenere la ricchezza delle specie mentre le specie pioniere si spostano per colmare le lacune create. Allo stesso modo, i tipi di habitat costieri possono essere dominati dalle alghe fino a quando il fondo del mare non viene disturbato da una tempesta e le alghe non vengono spazzate via, oppure lo spostamento dei sedimenti espone nuove aree alla colonizzazione. Un'altra causa di disturbo è quando un'area può essere sopraffatta da una specie invasiva introdotta che non è tenuta sotto controllo dai nemici naturali nel suo nuovo habitat.

## Tipi

### Terrestre
I tipi di habitat terrestri includono foreste, praterie, zone umide e deserti. All'interno di questi ampi biomi ci sono tipi di habitat più specifici con diversi tipi di clima, regimi di temperatura, suoli, altitudini e vegetazione. Molti di questi tipi di habitat si classificano l'uno nell'altro e ognuno ha le proprie comunità tipiche di piante e animali. Un tipo di habitat può adattarsi bene a una specie particolare, ma la sua presenza o assenza in qualsiasi luogo particolare dipende in una certa misura dal caso, dalle sue capacità di dispersione e dalla sua efficienza come "colonizzatore".

### Acqua dolce
I tipi di habitat d'acqua dolce includono fiumi, torrenti, laghi, stagni e paludi. Sebbene alcuni organismi si trovino nella maggior parte di questi tipi di habitat, molti hanno requisiti più specifici. La velocità dell'acqua, la sua temperatura e la saturazione di ossigeno sono fattori importanti, ma nei sistemi fluviali ci sono sezioni veloci e lente, pozze, baie e stagni che forniscono una vasta gamma di tipi di habitat. Allo stesso modo, le piante acquatiche possono essere galleggianti, semisommerse o crescere in terreni permanentemente o temporaneamente saturi. Le piante marginali forniscono un habitat importante sia per gli invertebrati che per i vertebrati e le piante sommerse forniscono l'ossigenazione dell'acqua, assorbono i nutrienti e svolgono un ruolo nella riduzione dell'inquinamento.

### Marina
Gli habitat marini comprendono le acque salmastre, gli estuari, le baie, il mare aperto, la zona intertidale, i fondali marini, le scogliere e le zone di acque profonde o poco profonde. Ulteriori variazioni includono pozze rocciose, banchi di sabbia, distese fangose, lagune salmastre, spiagge sabbiose/ghiaiose e letti di alghe, tutti a sostegno della propria flora e fauna. La zona bentonica o fondale marino ospita entrambi gli organismi statici, ancorati al substrato, e per una vasta gamma di organismi che strisciano o scavano nella superficie. Alcune creature galleggiano tra le onde sulla superficie dell'acqua o navigano su detriti galleggianti, altre nuotano a una gamma di profondità, compresi gli organismi nella zona demersale vicino al fondale marino, e miriadi di organismi vanno alla deriva con le correnti e formano il plancton.

### Deserto

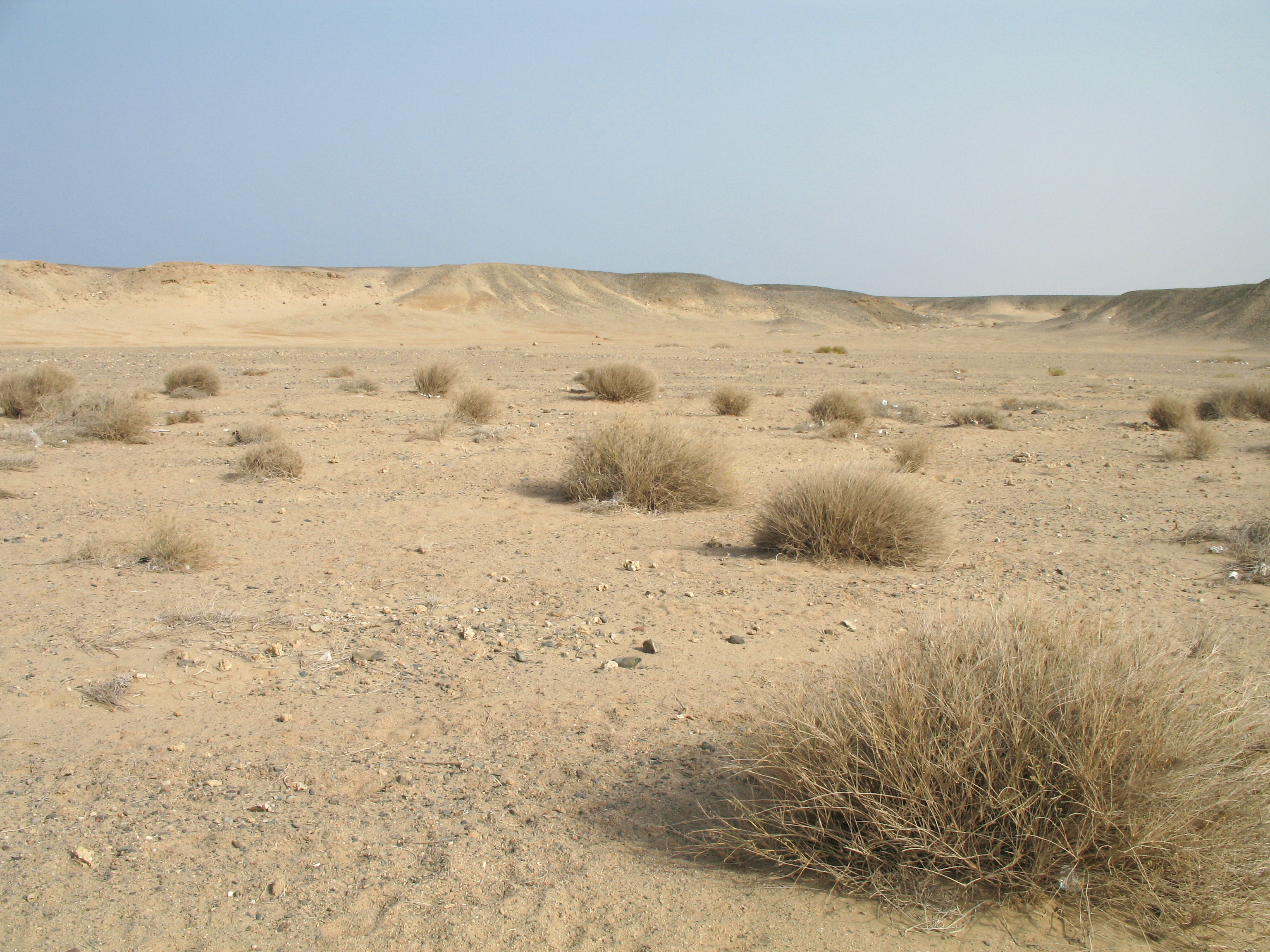
Parte di deserto in Egitto

Il deserto non è il tipo di habitat che favorisce la presenza degli anfibi, con il loro fabbisogno di acqua per mantenere umida la pelle e per lo sviluppo dei loro piccoli. Tuttavia, alcune rane vivono nei deserti, creando habitat umidi nel sottosuolo e in letargo mentre le condizioni sono avverse. Il rospo Scaphiopus couchii emerge dalla sua tana quando si verifica un acquazzone e depone le uova nelle pozze transitorie che si formano; i girini si sviluppano con grande rapidità, a volte in appena nove giorni, subiscono metamorfosi e si nutrono voracemente prima di scavare una propria tana.

### Zone umide
Altri organismi affrontano il prosciugamento del loro habitat acquoso in altri modi. Le pozze primaverili sono stagni effimeri che si formano nella stagione delle piogge e si prosciugano successivamente. Hanno la loro flora caratteristica appositamente adattata, costituita principalmente da annuali, i cui semi sopravvivono alla siccità, ma anche alcune piante perenni adattate in modo univoco. Esistono anche animali adattati a questi tipi di habitat estremi; i gamberetti fatati possono deporre "uova invernali" resistenti all'essiccamento, a volte vengono spazzate via dalla polvere, finendo in nuove depressioni nel terreno. Questi possono sopravvivere in uno stato dormiente fino a quindici anni. Alcuni killifish si comportano in modo simile; le loro uova si schiudono e i giovani pesci crescono con grande rapidità quando le condizioni sono favorevoli, ma l'intera popolazione di pesci può finire come uova in diapausa nel fango prosciugato che un tempo era uno stagno.

### Urbano

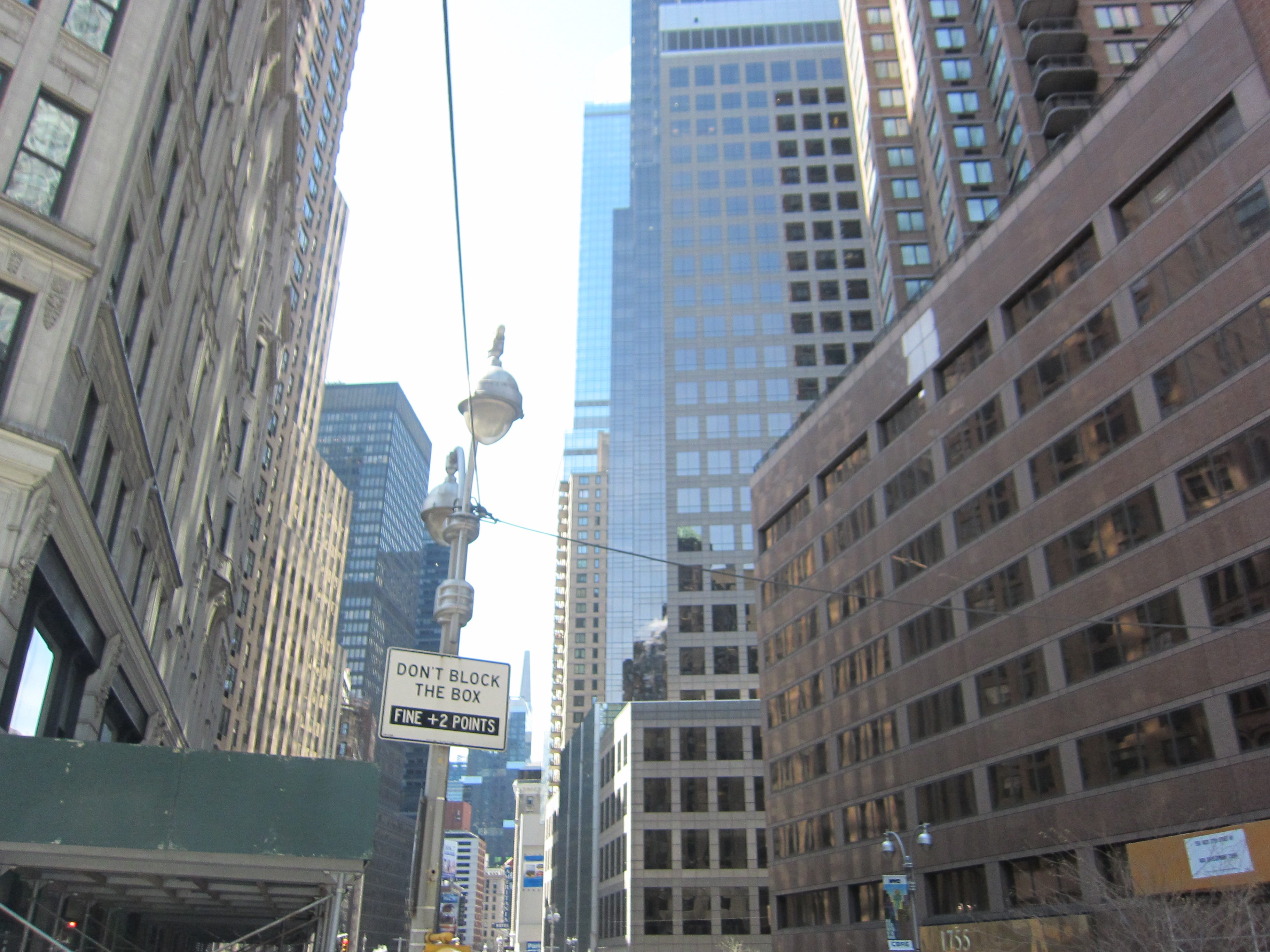
New York City: esempio di ambiente urbano

Molti animali e piante si sono stabiliti negli ambienti urbani. Tendono ad essere adattabili e usano le caratteristiche della città per costruire le loro tane. Ratti e topi hanno seguito l'uomo in tutto il mondo; piccioni, pellegrini, passeri, rondini e martin domestici usano gli edifici per nidificare, i pipistrelli usano il tetto per appollaiarsi, le volpi visitano i bidoni della spazzatura e scoiattoli, coyote, procioni e puzzole vagano per le strade. Si pensa che circa 2.000 coyote vivano a Chicago e dintorni. Un'indagine sulle abitazioni nelle città del nord Europa nel XX secolo ha rilevato al loro interno circa 175 specie di invertebrati, tra cui 53 specie di coleotteri, 21 mosche, 13 farfalle e falene, 13 acari, 9 pidocchi, 7 api, 5 vespe, 5 scarafaggi, 5 ragni, 4 formiche e un certo numero di altre specie. Nei climi più caldi, le termiti sono parassiti presenti nell'habitat urbano; È noto che 183 specie colpiscono gli edifici e 83 specie causano gravi danni strutturali.

## Tipi di microhabitat
Un microhabitat è il fabbisogno fisico su piccola scala di un particolare organismo o popolazione. Ogni habitat include un gran numero di tipi di microhabitat con un'esposizione leggermente diversa a luce, umidità, temperatura, movimento dell'aria e altri fattori. I licheni che crescono sulla parete nord di un masso sono diversi da quelli che crescono sulla parete sud, da quelli sulla sommità pianeggiante, e da quelli che crescono sul terreno vicino; i licheni che crescono nelle scanalature e sulle superfici rialzate sono diversi da quelli che crescono sulle vene di quarzo. In agguato tra queste "foreste" in miniatura si trovano la microfauna, specie di invertebrati, ognuno con le proprie specifiche esigenze di habitat.
Ci sono numerosi diversi tipi di microhabitat in un bosco; foreste di conifere, foreste di latifoglie, boschi aperti, alberi sparsi, margini boschivi, radure; tronco d'albero, ramo, ramoscello, germoglio, foglia, fiore e frutto; corteccia ruvida, corteccia liscia, corteccia danneggiata, legno marcio, cavo, solco e buco; strato arbustivo, strato vegetale, lettiera fogliare e terreno; radice di contrafforte, ceppo, tronco caduto, base del gambo, ciuffo d'erba, fungo, felce e muschio. Maggiore è la diversità strutturale del legno, maggiore sarà il numero di tipologie di microhabitat che saranno presenti. Una gamma di specie arboree con singoli esemplari di varie dimensioni ed età e una serie di caratteristiche come ruscelli, aree pianeggianti, pendii, sentieri, radure e aree abbattute forniranno condizioni adatte per un numero enorme di piante e animali con biodiversità. Ad esempio, in Gran Bretagna è stato stimato che vari tipi di legno in decomposizione ospitano oltre 1700 specie di invertebrati.
Per un organismo parassita, il suo habitat è la parte particolare dell'esterno o dell'interno del suo ospite su o in cui è adattato a vivere. Il ciclo di vita di alcuni parassiti coinvolge diverse specie ospiti, nonché fasi di vita libere, a volte all'interno di tipi di microhabitat molto diversi. Uno di questi organismi è il trematode Microphallus turgidus, presente nelle paludi di acqua salmastra negli Stati Uniti sudorientali. Il suo primo ospite intermedio è una lumaca e il secondo un gambero Palaemonetes pugio. L'ospite finale è l'uccello acquatico o un mammifero che consuma i gamberetti.

## Tipi di habitat estremi

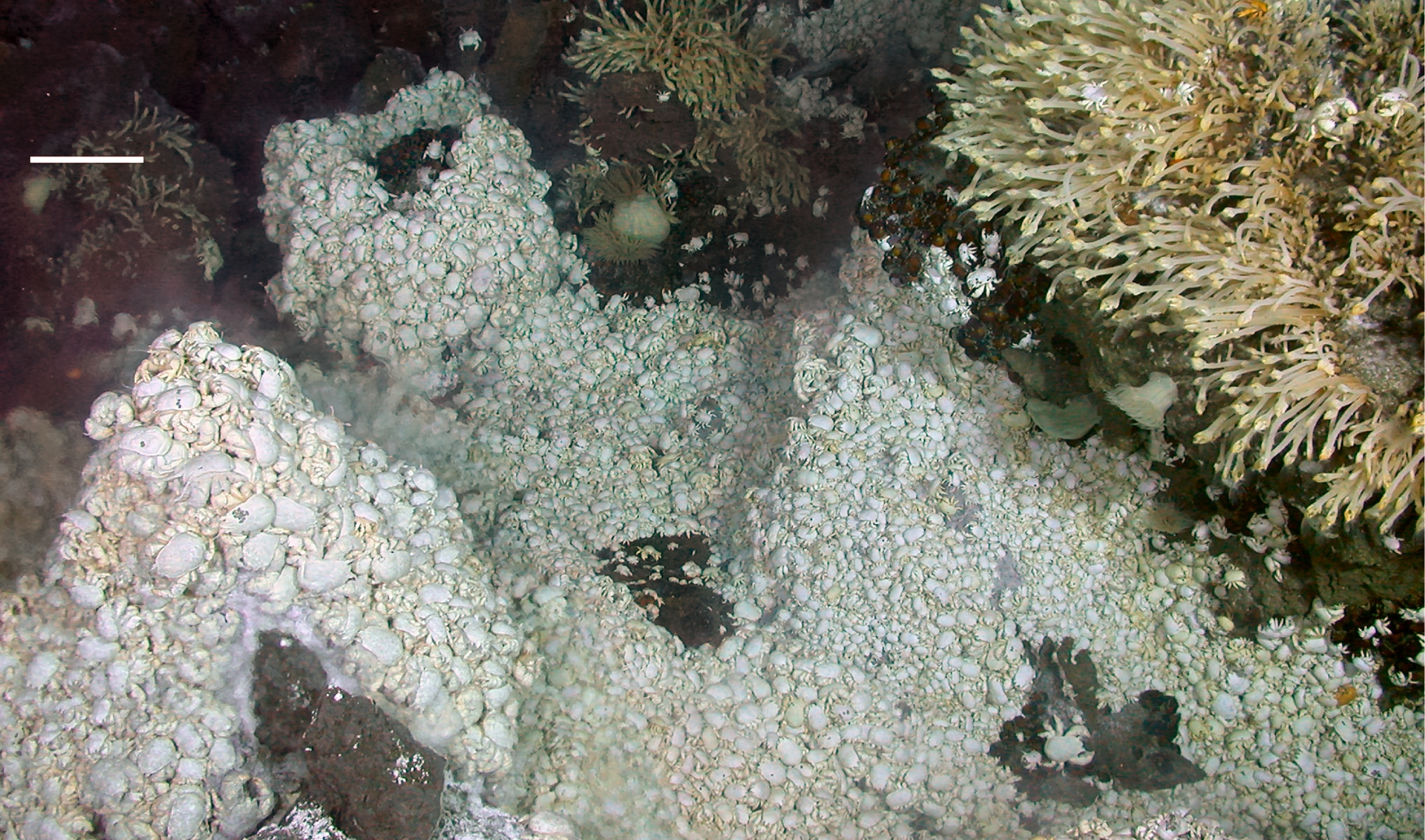
Massa densa di granchi bianchi in uno sfiato idrotermale, con cirripedi a stelo a destra

Sebbene la stragrande maggioranza della vita sulla Terra viva in ambienti mesofillici (moderati), alcuni organismi, la maggior parte dei quali microbi, sono riusciti a colonizzare ambienti estremi inadatti a forme di vita più complesse. Ci sono batteri, per esempio, che vivono nel lago Whillans, mezzo miglio sotto il ghiaccio dell'Antartide; in assenza di luce solare, devono fare affidamento su materiale organico proveniente da altre fonti, forse materiale in decomposizione dall'acqua di fusione del ghiacciaio o minerali dalla roccia sottostante. Altri batteri si trovano in abbondanza nella Fossa delle Marianne, il luogo più profondo dell'oceano e della Terra; la neve marina (una pioggia continua di detriti per lo più organici che cadono dagli strati superiori della colonna d'acqua) scende dagli strati superficiali del mare e si accumula in questa valle sottomarina, fornendo nutrimento a una vasta comunità di batteri.
Altri microbi vivono in ambienti privi di ossigeno e dipendono da reazioni chimiche diverse dalla fotosintesi. I pozzi perforati a 300 m (1.000 piedi) nel fondale roccioso hanno trovato comunità microbiche apparentemente basate sui prodotti delle reazioni tra l'acqua e i costituenti delle rocce. Queste comunità non sono state studiate molto, ma possono essere una parte importante del ciclo globale del carbonio. La roccia nelle miniere profonde due miglia (circa 3,2 km) ospita anche microbi; questi vivono di minuscole tracce di idrogeno prodotte in lente reazioni ossidanti all'interno della roccia. Queste reazioni metaboliche consentono alla vita di esistere in luoghi privi di ossigeno o luce, un ambiente che in precedenza si pensava fosse privo di vita.
La zona intertidale e la zona fotica negli oceani sono tipi di habitat relativamente familiari. Tuttavia, la vasta massa dell'oceano è inospitale per gli esseri umani che respirano aria, con i subacquei limitati ai 50 m (160 piedi) circa. Il limite inferiore per la fotosintesi è compreso tra 100 e 200 m (da 330 a 660 piedi) e al di sotto di tale profondità le condizioni prevalenti includono oscurità totale, alta pressione, poco ossigeno (in alcuni luoghi), scarse risorse alimentari e freddo estremo. Questo habitat è molto impegnativo per la ricerca e, oltre ad essere poco studiato, è vasto, con il 79% della biosfera terrestre a profondità superiori a 1.000 m (3.300 piedi). Senza vita vegetale, gli animali in questa zona o sono detritivori, dipendenti dal cibo che scende dagli strati superficiali, oppure sono predatori, ossia si nutrono l'uno dell'altro. Alcuni organismi sono pelagici, nuotano o vanno alla deriva in mezzo all'oceano, mentre altri sono bentonici e vivono sopra o vicino al fondale marino. 
I loro tassi di crescita e il metabolismo tendono ad essere lenti, i loro occhi possono essere molto grandi per rilevare la poca illuminazione che c'è, oppure possono essere ciechi e fare affidamento su altri input sensoriali. Un certo numero di creature del mare profondo sono bioluminescenti; questo serve una varietà di funzioni tra cui la predazione, la protezione e il riconoscimento sociale. In generale, i corpi degli animali che vivono a grandi profondità si adattano ad ambienti ad alta pressione essendo resistenti alla pressione attraverso biomolecole e piccole molecole organiche presenti nelle loro cellule note come piezoliti, che conferiscono alle proteine la flessibilità di cui hanno bisogno. Nelle loro membrane sono presenti anche grassi insaturi che impediscono loro di solidificare a basse temperature.
Le bocche idrotermali sono state scoperte per la prima volta nelle profondità oceaniche nel 1977. Risultano dal riscaldamento dell'acqua di mare dopo essere filtrata attraverso le fessure in luoghi in cui il magma caldo è vicino al fondo del mare. Le sorgenti termali sott'acqua possono sgorgare a temperature superiori a 340 °C (640 °F) e supportare comunità uniche di organismi nelle loro immediate vicinanze. La base di questa vita brulicante è la chemiosintesi, un processo mediante il quale i microbi convertono sostanze come l'idrogeno solforato o l'ammoniaca in molecole organiche. Questi batteri e Archaea sono i produttori primari in questi ecosistemi e supportano una vasta gamma di forme di vita. Circa 350 specie di organismi, dominati da molluschi, vermi policheti e crostacei, erano state scoperte intorno alle bocche idrotermali entro la fine del ventesimo secolo, la maggior parte delle quali nuove per la scienza ed endemiche di questi tipi di habitat.
Oltre a fornire opportunità di locomozione per animali alati e un condotto per la dispersione di granelli di polline, spore e semi, l'atmosfera può essere considerata un tipo di habitat a sé stante. Sono presenti microbi metabolicamente attivi che si riproducono attivamente e trascorrono la loro intera esistenza nell'aria, con centinaia di migliaia di singoli organismi che si stima siano presenti in un metro cubo d'aria. La comunità microbica nell'aria può essere diversa da quella che si trova nel suolo o in altri ambienti terrestri, tuttavia questi organismi non sono distribuiti uniformemente e le loro densità variano spazialmente con l'altitudine e le condizioni ambientali. L'aerobiologia non è stato studiato molto, ma ci sono prove della fissazione dell'azoto nelle nuvole e prove meno chiare del ciclo del carbonio, entrambi facilitati dall'attività microbica.
Ci sono altri esempi di tipi di habitat estremi in cui esistono forme di vita appositamente adattate; pozzi di catrame brulicanti di vita microbica; stagni naturali di petrolio greggio abitati dalle larve della mosca del petrolio; sorgenti termali dove la temperatura può arrivare fino a 71 °C (160 °F) e i cianobatteri creano stuoie microbiche; infiltrazioni fredde dove il metano e l'idrogeno solforato fuoriescono dal fondo dell'oceano e supportano microbi e animali come le cozze che formano associazioni simbiotiche con questi organismi anaerobici; saline naturali che ospitano batteri tolleranti al sale, archaea e anche funghi come Hortaea werneckii e il Wallemia ichthyophaga; calotte glaciali in Antartide che supportano funghi Thelebolus, ghiaccio glaciale con una varietà di batteri e funghi; e nevai su cui crescono le alghe.

## Modifica dell'habitat

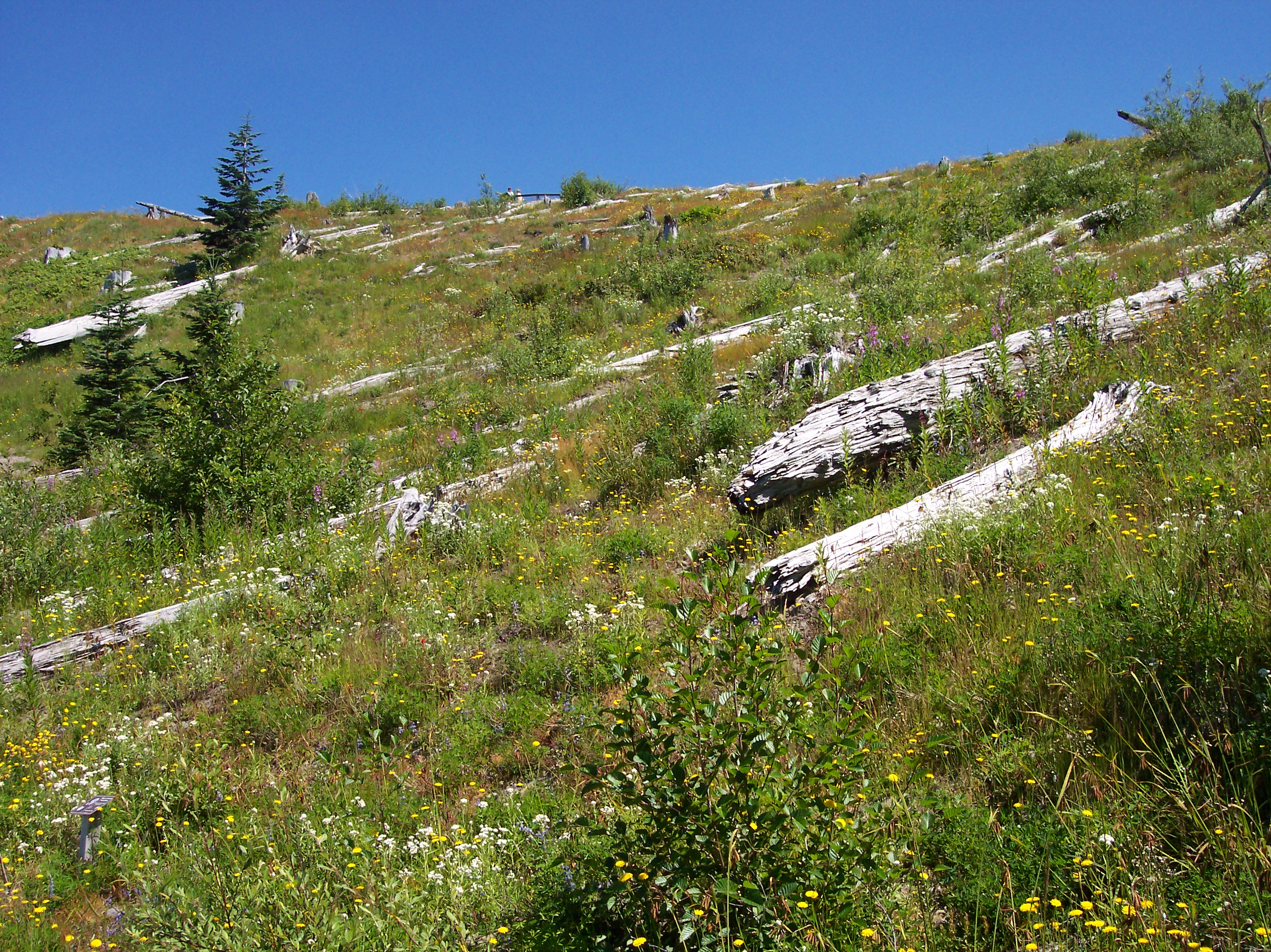
Venticinque anni dopo la devastante eruzione del Monte St. Helens, negli Stati Uniti, le specie pioniere si sono trasferite.

Che si tratti di processi naturali o delle attività dell'uomo, i paesaggi e i tipi di habitat associati cambiano nel tempo. Ci sono i lenti cambiamenti geomorfologici associati ai processi geologici che causano il sollevamento e il cedimento tettonico e i cambiamenti più rapidi associati a terremoti, frane, tempeste, inondazioni, incendi, erosione della costiera, deforestazione e cambiamenti nell'uso del suolo. Poi ci sono i cambiamenti nei tipi di habitat causati da alterazioni delle pratiche agricole, del turismo, dell'inquinamento, della frammentazione e del cambiamento climatico.
La perdita dell'habitat è la più grande minaccia per qualsiasi specie. Se un'isola su cui vive un organismo endemico diventa inabitabile per qualche motivo, la specie si estingue. Qualsiasi tipo di habitat circondato da un habitat diverso si trova in una situazione simile a un'isola. Se una foresta è divisa in parti mediante il disboscamento, con strisce di terreno disboscato che separano i blocchi boschivi, e la distanza tra i frammenti rimanenti supera la distanza che un singolo animale è in grado di percorrere, quella specie diventa particolarmente vulnerabile. Piccole popolazioni generalmente mancano di diversità genetica e possono essere minacciate da una maggiore predazione, una maggiore competizione, malattie e catastrofi inaspettate. Ai margini di ogni frammento di foresta, una maggiore luce incoraggia la crescita secondaria di specie a crescita rapida e gli alberi secolari sono più vulnerabili al disboscamento poiché l'accesso è migliorato. Gli uccelli che nidificano nelle loro fessure, le epifite che pendono dai loro rami e gli invertebrati nella lettiera delle foglie sono tutti colpiti negativamente e la biodiversità è ridotta. La frammentazione dell'habitat può essere migliorata in una certa misura fornendo corridoi per la fauna selvatica che collegano i frammenti. Questi possono essere un fiume, un fossato, una striscia di alberi, una siepe o persino un sottopassaggio di un'autostrada. Senza i corridoi i semi non possono disperdersi e gli animali, soprattutto di piccola taglia, non possono viaggiare attraverso il territorio ostile, mettendo le popolazioni a maggior rischio di estinzione locale.
Il disturbo dell'habitat può avere effetti di lunga durata sull'ambiente. Bromus tectorum è un'erba vigorosa dall'Europa che è stata introdotta negli Stati Uniti dove è diventata invasiva. Produce grandi quantità di detriti infiammabili e aumentando la frequenza e l'intensità degli incendi. Nelle aree in cui si è affermata, ha alterato il regime di fuoco locale in modo tale che le piante autoctone non possano sopravvivere ai frequenti incendi, permettendogli di diventare ancora più dominante. Un esempio marino è quando le popolazioni di ricci di mare "esplodono" nelle acque costiere e distruggono tutte le macroalghe presenti. Quella che prima era una foresta di alghe diventa una Urchin barren, ossia un'area della parte poco profonda dell'oceano in cui la crescita della popolazione dei ricci di mare è andata incontrollata, causando il pascolo distruttivo delle foreste di alghe che può durare per anni e che può avere un profondo effetto sulla catena alimentare. La rimozione dei ricci di mare, ad esempio per malattia, può comportare il ritorno delle alghe.

### Frammentazione
La frammentazione dell'habitat descrive l'emergere di discontinuità (frammentazione) nell'ambiente preferito di un organismo (habitat), causando la frammentazione della popolazione e il degrado dell'ecosistema. Le cause della frammentazione dell'habitat includono processi geologici che alterano lentamente la disposizione dell'ambiente fisico (sospettata di essere una delle principali cause di speciazione) e attività umane come la conversione del suolo, che possono alterare l'ambiente molto più velocemente e provocare l'estinzione di molte specie. Più specificamente, la frammentazione dell'habitat è un processo mediante il quale habitat grandi e contigui vengono divisi in zone di habitat più piccole e isolate.

### Distruzione

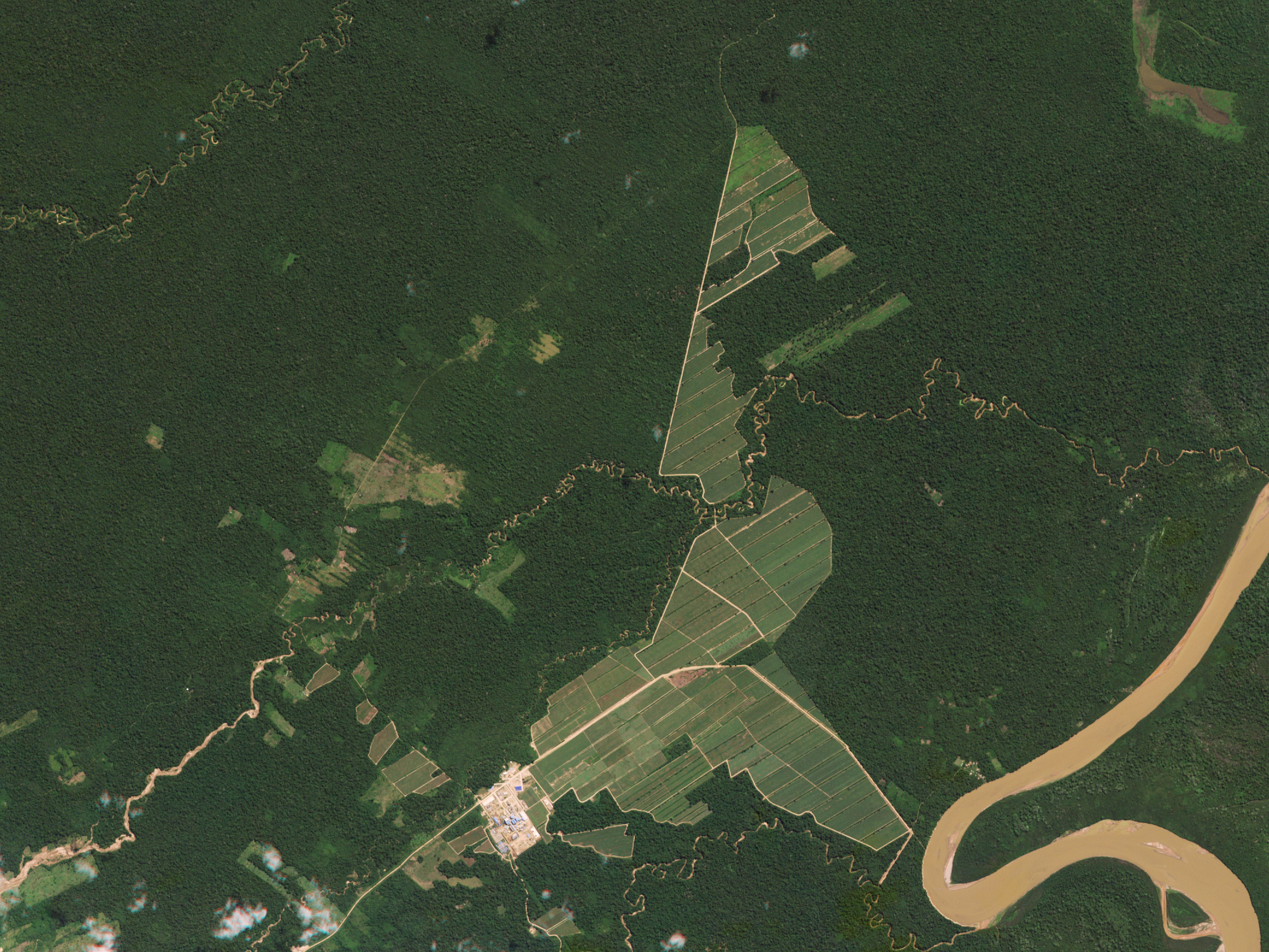
Deforestazione in Bolivia, 2016.

La distruzione dell'habitat (definita anche perdita di habitat e riduzione dell'habitat) è il processo mediante il quale un habitat naturale diventa incapace di sostenere le sue specie autoctone. Gli organismi che in precedenza abitavano il sito sono sfollati o morti, riducendo così la biodiversità e l'abbondanza delle specie. La distruzione dell'habitat è la principale causa di perdita di biodiversità. La frammentazione e la perdita dell'habitat sono diventate uno degli argomenti più importanti della ricerca in ecologia in quanto rappresentano le principali minacce alla sopravvivenza delle specie in via di estinzione.
Attività come la raccolta di risorse naturali, la produzione industriale e l'urbanizzazione sono contributi umani alla distruzione dell'habitat. La pressione dell'agricoltura è la principale causa umana. Alcuni altri includono l'estrazione mineraria, il disboscamento, la pesca a strascico e lo sprawl urbano. La distruzione dell'habitat è attualmente considerata la causa principale dell'estinzione delle specie in tutto il mondo. I fattori ambientali possono contribuire più indirettamente alla distruzione dell'habitat. Processi geologici, cambiamenti climatici, introduzione di specie invasive, l'esaurimento dei nutrienti dell'ecosistema, l'inquinamento idrico e acustico sono alcuni esempi. La perdita dell'habitat può essere preceduta da un'iniziale frammentazione dell'habitat.
I tentativi di affrontare la distruzione dell'habitat sono negli impegni politici internazionali incarnati dall'obiettivo del Sustainable Development Goal 15 "Life on Land" e dal Sustainable Development Goal 14 "Life Below Water". Tuttavia, il rapporto del Programma delle Nazioni Unite per l'ambiente su "Fare pace con la natura" (Making Peace with Nature)  pubblicato nel 2021 ha rilevato che la maggior parte di questi sforzi non era riuscita a raggiungere gli obiettivi concordati a livello internazionale.

## Protezione dell'habitat

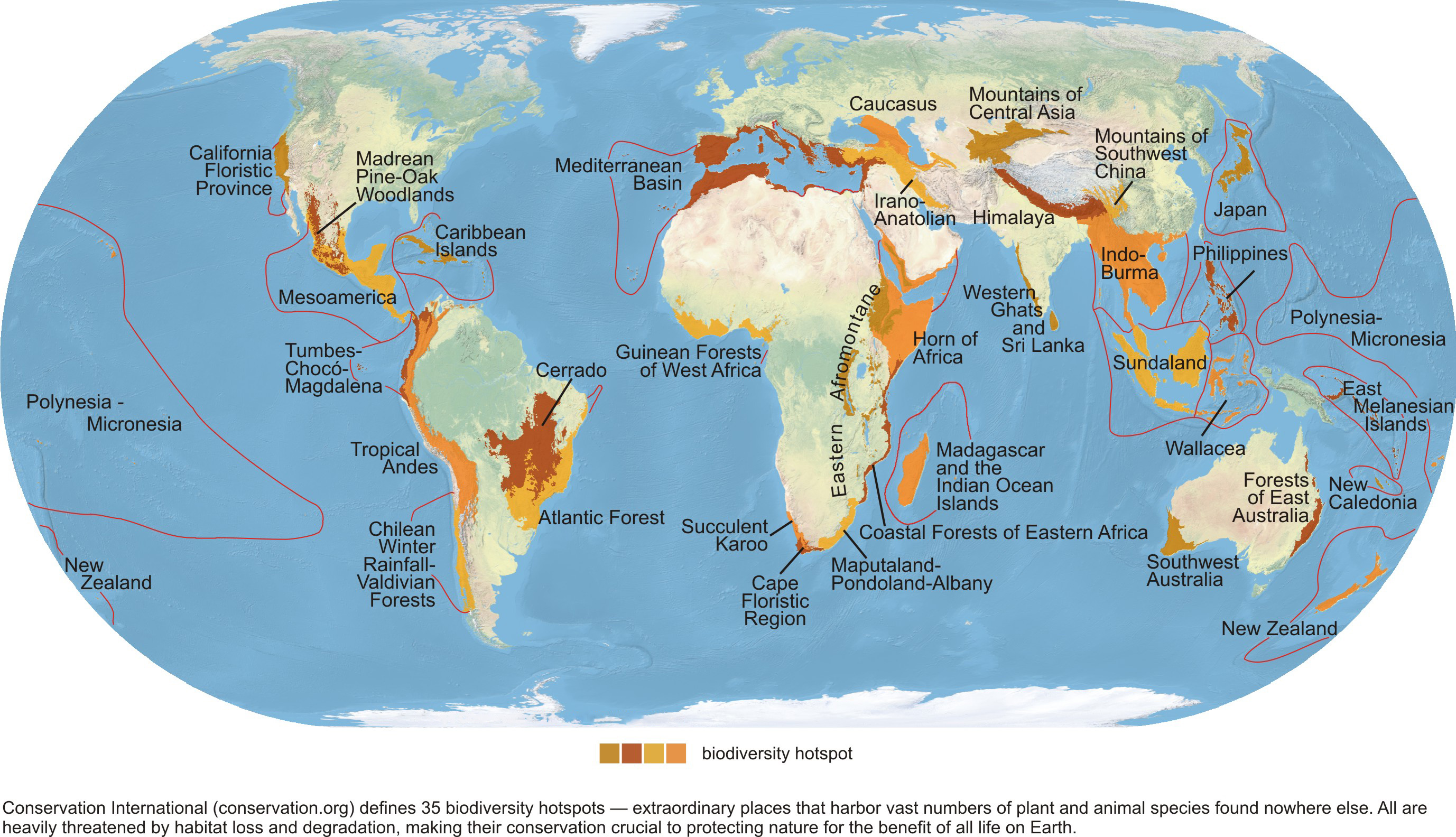
Mappa dei punti caldi della biodiversità nel mondo, tutti fortemente minacciati dalla perdita e dal degrado dell'habitat, 2014.

La protezione dei tipi di habitat è un passo necessario nel mantenimento della biodiversità perché se l'habitat viene distrutto accade che gli animali e le piante che dipendono da quell'habitat soffrono. Molti paesi hanno emanato leggi per proteggere la loro fauna selvatica. Ciò può assumere la forma della creazione di parchi nazionali, riserve forestali e riserve naturali, oppure può limitare le attività umane con l'obiettivo di avvantaggiare la fauna selvatica. Le leggi possono essere concepite per proteggere una particolare specie o gruppo di specie, oppure la legislazione può vietare attività come la raccolta di uova di uccelli, la caccia di animali o la rimozione di piante. Una legge generale sulla protezione dei tipi di habitat può essere più difficile da attuare rispetto a un requisito specifico del sito. Un concetto introdotto negli Stati Uniti nel 1973 riguarda la protezione dell'habitat critico delle specie in via di estinzione e un concetto simile è stato incorporato in alcune legislazioni australiane.
I trattati internazionali possono essere necessari per obiettivi come la creazione di riserve marine. Un altro accordo internazionale, la Convenzione sulla conservazione delle specie migratorie di animali selvatici, protegge gli animali che migrano in tutto il mondo e necessitano di protezione in più di un paese. Anche laddove la legislazione tutela l'ambiente, la mancanza di applicazione spesso impedisce una protezione efficace. Tuttavia, la protezione dei tipi di habitat deve tenere conto delle esigenze dei residenti locali in termini di cibo, carburante e altre risorse. Di fronte alla fame e all'indigenza, è probabile che un agricoltore ari un pezzo di terreno pianeggiante nonostante sia l'ultimo habitat adatto per una specie in via di estinzione come il topo canguro di San Quintine (Dipodomys gravipes) e persino uccidere l'animale in questione. Nell'interesse dell'ecoturismo è auspicabile che le comunità locali siano educate all'unicità della loro flora e fauna.

## Habitat monotipico
Un tipo di habitat monotipico è un concetto talvolta utilizzato nella biologia della conservazione, in cui una singola specie di animale o pianta è l'unica specie del suo tipo a trovarsi in uno specifico habitat e forma una monocoltura. Anche se potrebbe sembrare che un tale tipo di habitat sia impoverito in termini di biodiversità rispetto ai tipi di habitat politipici, non è necessariamente così. Le monocolture della pianta esotica Hydrilla supportano una fauna altrettanto ricca di invertebrati come habitat più vario. L'habitat monotipico si trova sia in contesti botanici che zoologici. Alcune specie invasive possono creare popolamenti monoculturali che impediscono la crescita di altre specie. Una colonizzazione dominante può verificarsi a causa dell'emissione di sostanze chimiche ritardanti, del monopolio dei nutrienti o della mancanza di controlli naturali come gli erbivori o il clima, che li mantengono in equilibrio con i loro tipi di habitat nativi. Il fiordaliso giallo è un esempio di habitat botanico monotipico, che nel 2006 dominava oltre 15.000.000 acri (61.000 km2) nella sola California. La cozza zebra d'acqua dolce non autoctona, Dreissena polymorpha, che colonizza le aree dei Grandi Laghi e dello spartiacque del fiume Mississippi, è un esempio di habitat zoologico monotipico; i predatori o parassiti che lo controllano nel suo areale in Russia sono assenti.

## Galleria d'immagini

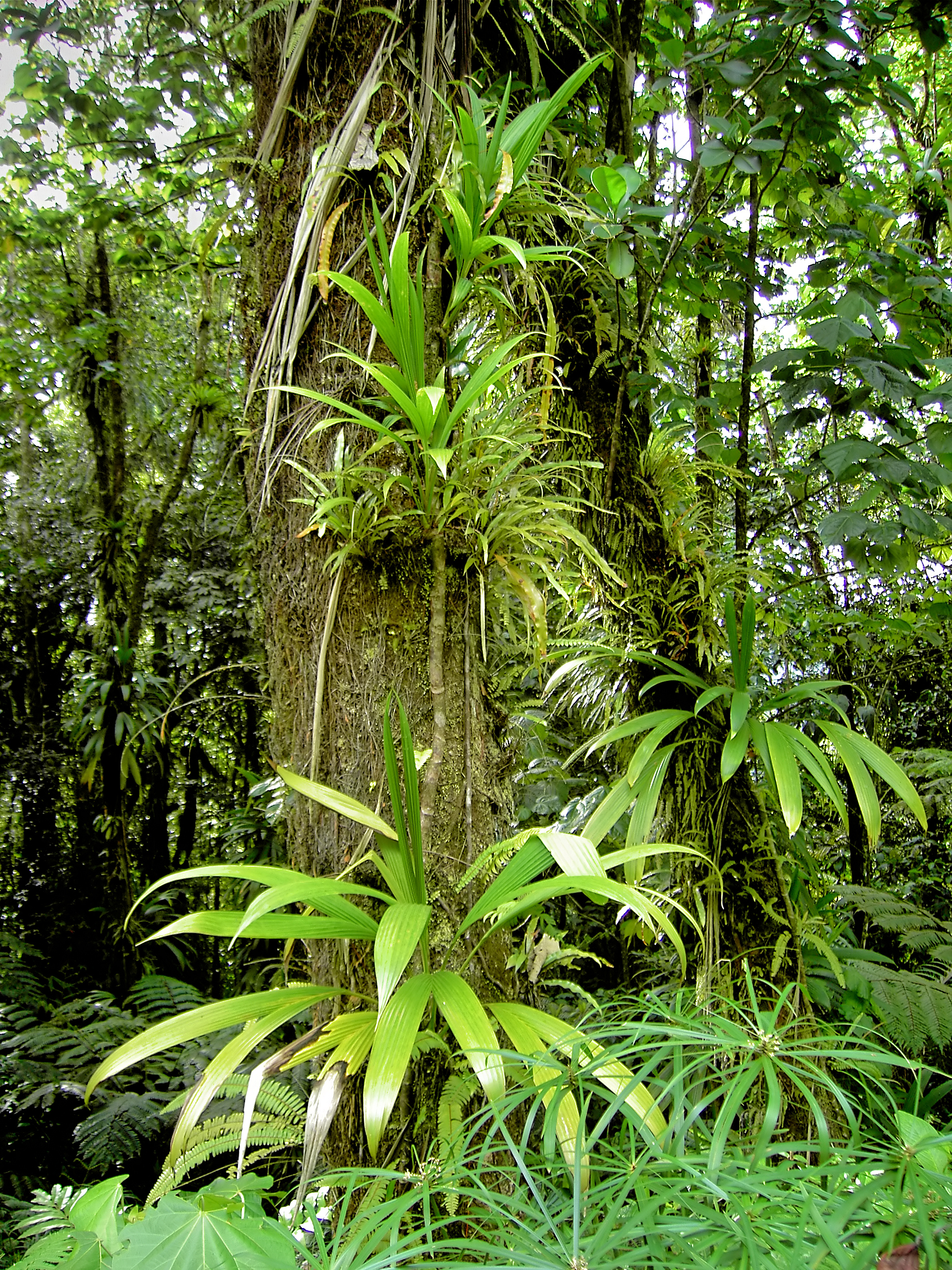
Ricco habitat della foresta pluviale in Dominica.
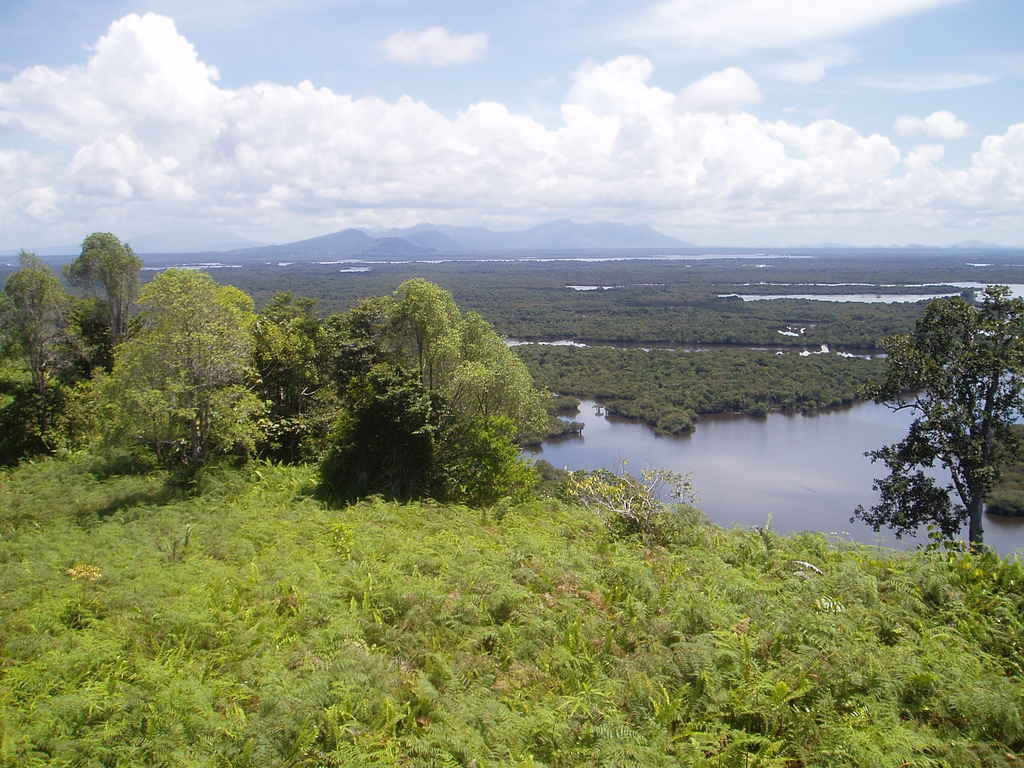
Tipi di habitat delle zone umide nel Borneo.
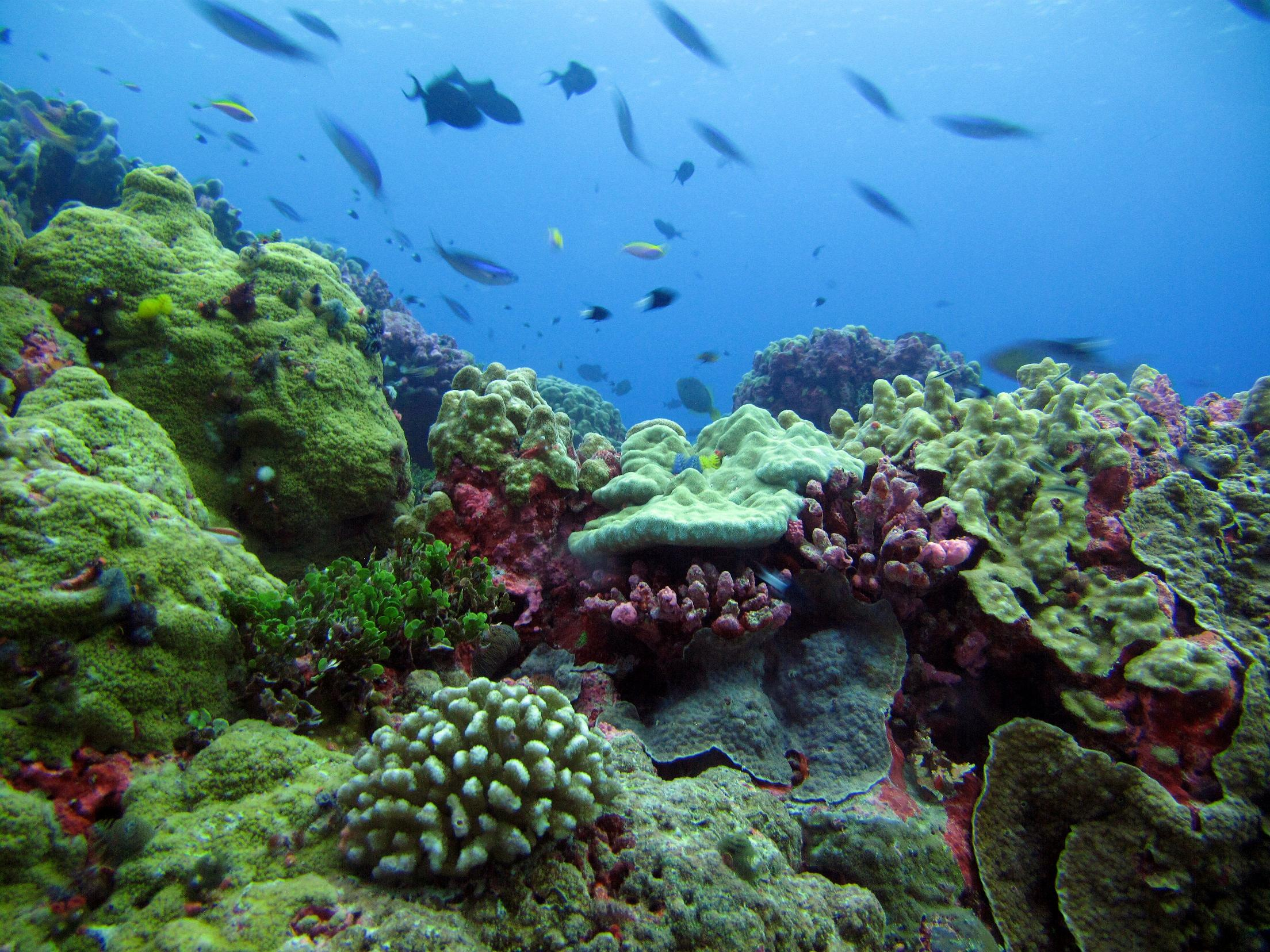
Questa barriera corallina nell'area protetta delle isole Phoenix offre l'habitat di numerose specie marine.
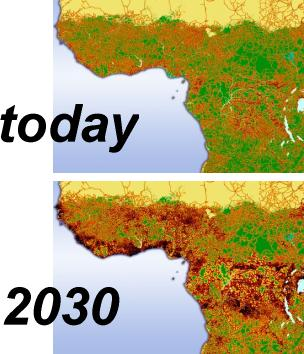
Frammentazione e distruzione dell'habitat delle grandi scimmie in Africa centrale, dai progetti GLOBIO e GRASP (2002). Le aree mostrate in nero e in rosso delineano rispettivamente aree di grave e moderata perdita di habitat.
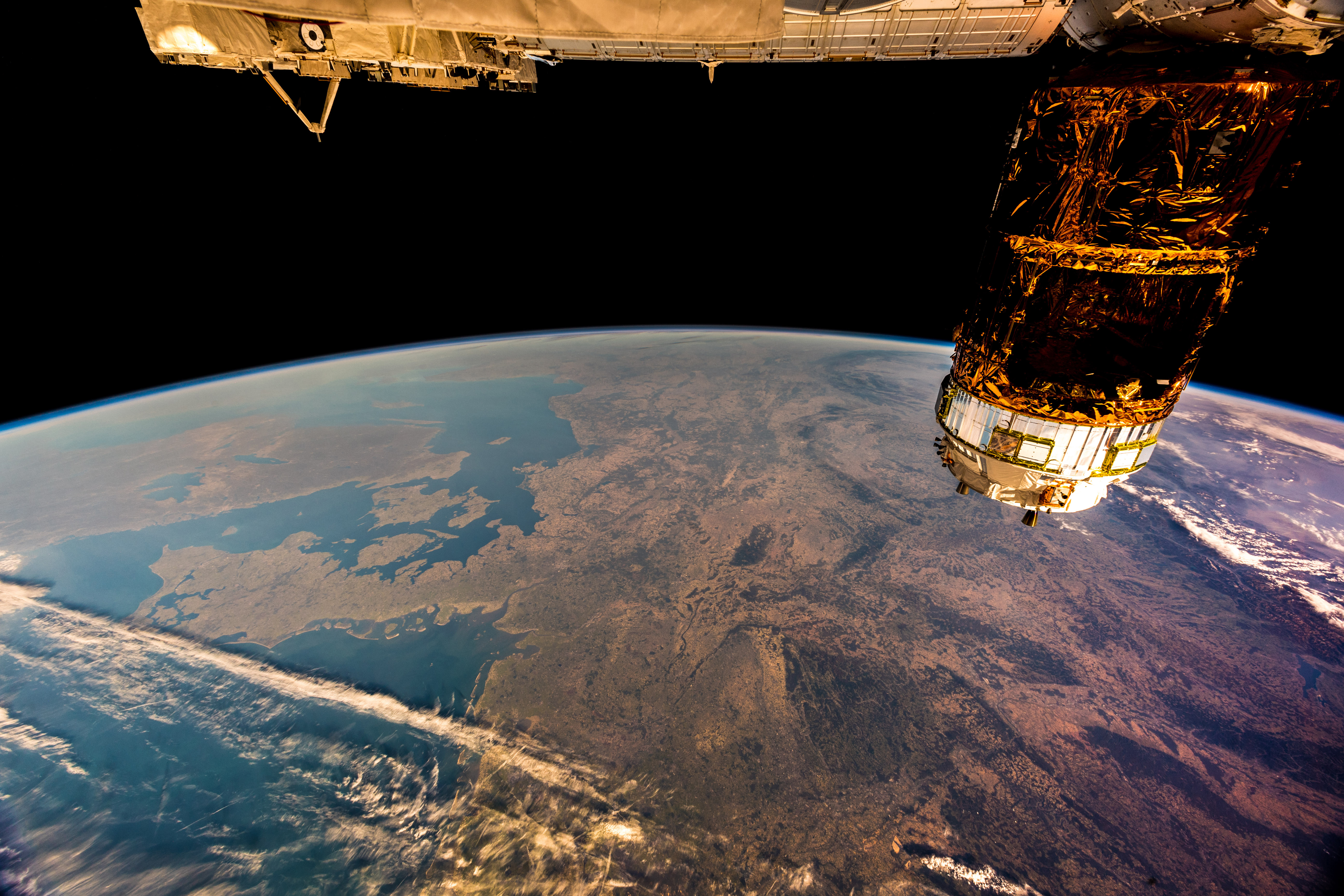
Vista satellitare della deforestazione in Europa.
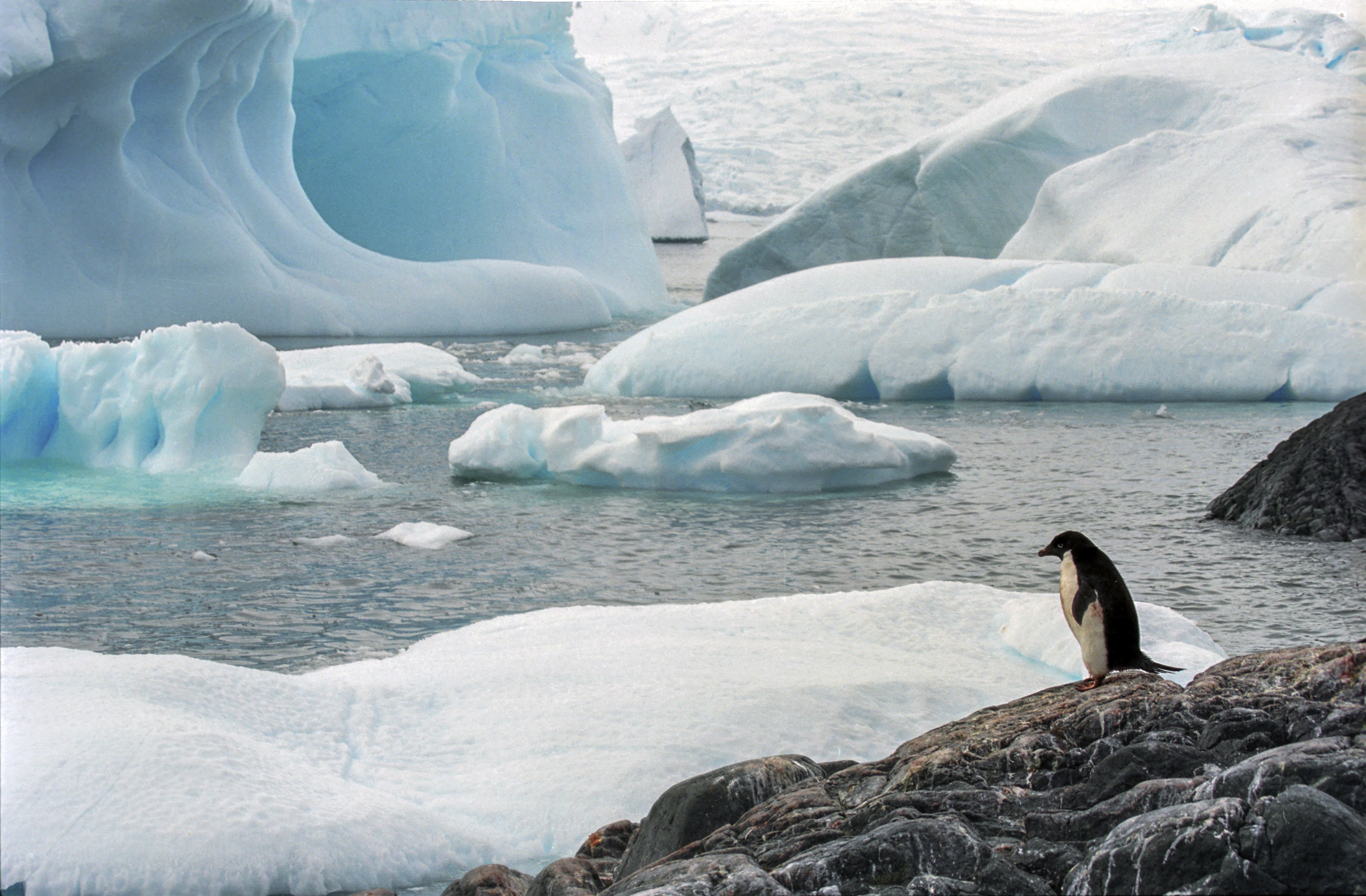
Poche creature fanno delle piattaforme di ghiaccio dell'Antartide il loro habitat, ma l'acqua sotto il ghiaccio può fornire l'habitat a più specie. Animali come i pinguini si sono adattati a vivere in condizioni molto fredde[69].